# Christina Haurum
Christina Haurum (* 9. Februar 1989 in Frederiksberg, Dänemark) ist eine ehemalige dänische Handballspielerin, die zuletzt für den dänischen Erstligisten København Håndbold auflief.

## Karriere
Christina Haurum spielte anfangs beim dänischen Verein Zweitligisten Lyngby HK. Ab dem Sommer 2013 stand sie bei dänischen Erstligisten København Håndbold unter Vertrag. Mit København Håndbold nahm die Kreisläuferin am EHF-Pokal der Frauen 2013/14 teil. Im Sommer 2015 schloss sie sich dem Zweitligisten Ajax København an.
Haurum wechselte 2016 zum österreichischen Erstligisten Hypo Niederösterreich. Mit Hypo NÖ gewann sie 2017 die österreichische Meisterschaft. Ab der Saison 2017/18 lief sie für den deutschen Bundesligisten Buxtehuder SV auf. Nach der Saison 2019/20 hatte Haurum die Absicht ihre Karriere zu beenden, jedoch schloss sie sich im September 2020 København Håndbold an. Nach der Saison 2020/21 beendete sie endgültig ihre Karriere.

## Sonstiges
Ihr Vater Carsten Haurum nahm mit der dänischen Handballnationalmannschaft an den Olympischen Spielen teil.